# 陈资全
陈资全（1952年4月—），男，汉族，甘肃景泰人，中华人民共和国政治人物。

## 生平
生于甘肃省景泰县五佛乡泰和村，曾任青海医学院院长，青海省卫生厅厅长、党组书记，青海省政协副主席、党组副书记。